# Eunidia marmorea
Eunidia marmorea är en skalbaggsart som först beskrevs av Leon Fairmaire 1892.  Eunidia marmorea ingår i släktet Eunidia och familjen långhorningar.
Artens utbredningsområde är:
- Djibouti.
- Kenya.

Inga underarter finns listade i Catalogue of Life.